# Gare de Bingley
La gare de Bingley est une gare ferroviaire du Royaume-Uni, située dans la ville de Bingley, Yorkshire de l'Ouest en Angleterre. 
Les services à partir de Shipley sont opérés par Northern Rail.